# عکاسی از یک شبح
«عکاسی از یک شبح» (انگلیسی: Photographing a Ghost) یک فیلم بریتانیایی ترسناک به کارگردانی جرج آلبرت اسمیت است که در سال ۱۸۹۸ منتشر شد. این فیلم تلاش و کوشش گروهی از عکاسان را نمایش می‌دهد که قصد دارند از یک شبح عکس بگیرند.